# Viking 2
Viking 2 var en amerikansk rymdsond som utforskade planeten Mars. Rymdsonden bestod av en kretsare och en landare. Rymdsonden sköts upp den 9 september 1975 med en Titan IIIE-raket från Cape Canaveral Air Force Station. Kretsaren gick in i omloppsbana runt Mars den 7 augusti 1976. Landaren landade i Utopia Planitia på Mars den 3 september 1976.

## Kretsaren
Farkosten gick in i omloppsbana runt Mars den 7 augusti 1976. Den fungerade fram till den 25 juli 1978, då man valde att stänga av farkosten. Den hade då tagit nästan 16 000 bilder av planeten.

## Landaren
Landaren landade med hjälp av raketer och skyddades vid inträdet i Mars atmosfär av en värmesköld. Den drevs av en radioisotopgenerator och fungerade fram till den 12 april 1980.